# Poptávka po penězích
Poptávka po penězích (také poptávka po peněžních zůstatcích) je pojem z ekonomické teorie, který označuje snahu držet peněžní zůstatky (likvidní aktiva s nízkým rizikem
a žádným nebo nízkým výnosem – oběživo, vklady na běžných účtech) místo jiných aktiv (s nižší likviditou a vyšším rizikem a vyšším výnosem – akcie, dluhopisy, …). Tato poptávka představuje rozhodování člověka o struktuře svého bohatství (portfolia).

## Motivy držení peněžních zůstatků
Nákladem držení peněžních zůstatků jsou ušlé výnosy, které by majitel získal uložením aktiva v jiné formě. Z toho plyne, že poptávka po peněžních zůstatcích je nepřímo závislá na úrokové míře.
Tím, že firma neuloží 1 000 000 Kč, které má v hotovosti, na týden na termínový účet s lhůtou splatnosti 14 dní a úrokovou mírou 8 % p.a., nezíská 14/365 * 0,08 * 1 000 000 = 3 068 korun na úrocích. Ale firma tyto peníze potřebuje na financování běžného provozu, tzn. kupuje si likviditu za náklady obětované příležitosti (ony tři tisíce, které nezíská) – rozhoduje o struktuře svého bohatství.

### Transakční motiv
Lidé poptávají peněžní zůstatky z tohoto motivu, aby mohli provádět běžné peněžní operace – nákupy zboží, služeb, atd. Kromě plánovaných výdajů lidé počítají i s výdaji neplánovanými. Tento motiv je zapříčiněn zejména časovým nesouladem příjmů a výdajů. Transakční motiv je rozhodováním mezi likviditou a výnosem
Protože velikost výdajů závisí na velikosti důchodu, zavádí tento motiv přímou závislost mezi důchodem a velikostí poptávky po peněžních zůstatcích.
Pracovník dostává mzdu na konci každého měsíce. Ale nakupovat potřebuje v jeho průběhu. Mohl by sice uložit celou svoji mzdu na termínovaný účet a získat tak výnos, ale pak by nemohl nakupovat potraviny a běžné spotřeby. Protože ale nespotřebuje celou mzdu najednou, může na termínový účet uložit polovinu své mzdy a v půlce měsíce ji vyzvednout i s úrokem.

### Opatrnostní motiv
Akcie nebo dluhopisy poskytují určitý výnos, který je však spojen s rizikem – akcie firmy se mohou propadnout, firma může zkrachovat a dluhopisy nevyplatit. Peněžní zůstatky jsou aktiva s velmi nízkým nebo žádným rizikem, tomu odpovídá výnos – žádný nebo velmi nízký výnos. Opatrnostní motiv je rozhodováním mezi rizikem a výnosem.

### Spekulační motiv
Držba nad rámec transakčního a opatrnostního motivu, důsledek nejistoty pohybu budoucích úrokových sazeb.
Jde tedy o peníze držené v očekávání poklesu cen obligací, atd .. (růstu úrokových sazeb).

### Finanční motiv
Keynes se ve svém článku „Alternative Theories of the Rate of Interest“ (1937: 247, 248) vrátil k teorii endogenních peněz, kde zdůraznil finanční motiv jako základ endogenních peněz. Finanční motiv znamená, že peníze jsou vytvářeny z poptávky po faktorových vstupech pro investice, a to buď kapitálových statků nebo mzdových nákladů za práci.

Díky Finančnímu motivu víme, že peníze v moderním světě jsou většinou úvěrové peníze a že kauzální mechanismus je takový: změny cen faktorových vstupů → větší poptávka po úvěrových penězích ze strany podniků → růst peněžní zásoby. Hlavními faktory tvorby peněz jsou
(1) nové vytváření vkladů na požádání bankami, když klient „uloží“ základní peníze v bance. Vložené peníze se stávají majetkem banky a na oplátku klient získá dluhový instrument nebo „depozit na požádání“, který lze chápat také jako „bankovní peníze“;
2) vytvoření vkladových účtů na požádání pro ty, kdo získávají úvěry od bank.
V konvenční teorii hospodářského liberalismu se za kauzální mechanismus (růst peněžní zásoby → větší poptávka po úvěrových penězích ze strany podniků → změny cen) v pohybu cenové hladiny považuje tvorba peněz ze základny způsobené centrální bankou prostřednictvím peněžního multiplikátoru. Moorova empirická práce však ukázala, že změny v nabídce peněz jsou vyvolány změnami ekonomické aktivity. Není-li poptávka po dalších úvěrech uspokojena, ekonomická aktivita a investice jsou potlačeny. Rozhodujícím bodem však je, že základním impulsem, hnacím motorem a příčinou tvorby většiny peněz je poptávka ze strany soukromého sektoru . Široká peněžní zásoba každého kapitalistického národa je v zásadě poháněna poptávkou bankovních klientů po úvěrech nebo netermínovaných vkladech.